# فيكوبيلين

المجموعة الحاملة للون في الفيكوسيانين، وهي فيكوسيانوبيلين.

المجموعة الحاملة للون في الفيكوإريثرين، وهي فيكوإريثروبيلين.

فيكوبيلين هو نوع من أنواع البيلينات الحاملة للون، والتي توجد في البكتيريا الزرقاء (الزراقم) وفي الصانعات اليخضورية لأنواع من الطحالب الحمراء والزرقاء. أتت تسمية الفيكوبيلين من phykos بمعنى طحالب وbilis بمعنى الصفراء.

## الأنماط
هناك أربعة أنماط من الفيكوبيلينات:
- فيكوإريثروبيلين وهي ذات لون أحمر
- فيكوروبيلين وهي ذات لون برتقالي
- فيكوفيولوبيلين، وهي توجد في بروتينات فيكوإريثروسيانين
- فيكوسيانوبيلين، وهي ذات لون أزرق